# Campionato africano femminile di pallamano 2014
Il campionato africano femminile di pallamano 2014 è stato la 21ª edizione del torneo organizzato dalla Confédération Africaine de Handball, valido anche come qualificazione al Campionato mondiale femminile di pallamano 2015. Il torneo si è svolto dal 16 al 25 gennaio 2014 ad Algeri, in Algeria. La Tunisia ha vinto il titolo per la terza volta.

## Regolamento
Le 8 squadre partecipanti sono state divise in due gruppi di 4. La classifica dei due gironi è servita per stabilire gli accoppiamenti della fase finale.

Le prime tre squadre della classifica finale si sono qualificate per il Campionato mondiale femminile di pallamano 2015.

## Turno preliminare

### Gruppo A
| Squadra      | Punti | G | V | N | P | GF | GS | DR  |
| ------------ | ----- | - | - | - | - | -- | -- | --- |
| Algeria      | 5     | 3 | 2 | 1 | 0 | 80 | 68 | +12 |
| RD del Congo | 4     | 3 | 2 | 0 | 1 | 69 | 67 | +2  |
| Senegal      | 3     | 3 | 1 | 1 | 1 | 71 | 72 | -1  |
| Camerun      | 0     | 3 | 0 | 0 | 3 | 62 | 75 | -13 |

| Algeri 16 gennaio 2014, ore 14:30 UTC+1 | Senegal | 27 – 27 (15-12) | Algeria | Salle Hacène Harcha |

| Algeri 16 gennaio 2014, ore 14:30 UTC+1 | Camerun | 20 – 25 (10-14) | RD del Congo | Salle Chéraga |

| Algeri 17 gennaio 2014, ore 13:30 UTC+1 | Algeria | 26 – 21 (13-8) | Camerun | Salle Hacène Harcha |

| Algeri 17 gennaio 2014, ore 15:00 UTC+1 | RD del Congo | 24 – 20 (12-7) | Senegal | Salle Chéraga |

| Algeri 20 gennaio 2014, ore 13:30 UTC+1 | Algeria | 27 – 20 (12-10) | RD del Congo | Salle Hacène Harcha |

| Algeri 20 gennaio 2014, ore 15:00 UTC+1 | Camerun | 21 – 24 (11-11) | Senegal | Salle Chéraga |

### Gruppo B
| Squadra        | Punti | G | V | N | P | GF  | GS | DR  |
| -------------- | ----- | - | - | - | - | --- | -- | --- |
| Angola         | 6     | 3 | 3 | 0 | 0 | 102 | 51 | +12 |
| Tunisia        | 4     | 3 | 2 | 0 | 1 | 83  | 67 | +2  |
| Rep. del Congo | 2     | 3 | 1 | 0 | 2 | 81  | 72 | -1  |
| Guinea         | 0     | 3 | 0 | 0 | 3 | 48  | 75 | -13 |

| Algeri 16 gennaio 2014, ore 10:00 UTC+1 | Tunisia | 32 – 16 (14-10) | Guinea | Salle OMS |

| Algeri 16 gennaio 2014, ore 14:30 UTC+1 | Angola | 33 – 18 (15-10) | Rep. del Congo | Salle OMS |

| Algeri 18 gennaio 2014, ore 13:30 UTC+1 | Rep. del Congo | 30 – 32 (12-16) | Tunisia | Salle Hacène Harcha |

| Algeri 18 gennaio 2014, ore 15:00 UTC+1 | Guinea | 14 – 44 (7-23) | Angola | Salle Chéraga |

| Algeri 21 gennaio 2014, ore 14:00 UTC+1 | Angola | 25 – 19 (12-12) | Tunisia | Salle OMS |

| Algeri 21 gennaio 2014, ore 15:00 UTC+1 | Rep. del Congo | 33 – 18 (16-13) | Guinea | Salle Chéraga |

## Fase finale

### Tabellone principale
|  | Quarti di finale | Quarti di finale |                 |        | Semifinali                | Semifinali                |  |  | Finale          | Finale |
|  |                  |                  |                 |        |                           |                           |  |  |                 |        |
|  | 22 gennaio 2014  |                  |                 |        |                           |                           |  |  |                 |        |
|  |                  |                  |                 |        |                           |                           |  |  |                 |        |
|  | Angola           | 28               |                 |        |                           |                           |  |  |                 |        |
|  | Angola           | 28               | 24 gennaio 2014 |        |                           |                           |  |  |                 |        |
|  | Camerun          | 23               |                 |        |                           |                           |  |  |                 |        |
|  | Camerun          | 23               | Algeria         | 23     |                           |                           |  |  |                 |        |
|  | 22 gennaio 2014  |                  | Algeria         | 23     |                           |                           |  |  |                 |        |
|  |                  | RD del Congo     | 28              |        |                           |                           |  |  |                 |        |
|  | RD del Congo     | RD del Congo     | 28              | 27     |                           |                           |  |  |                 |        |
|  | RD del Congo     |                  | 25 gennaio 2014 | 27     |                           |                           |  |  |                 |        |
|  | Rep. del Congo   | 22               |                 |        |                           |                           |  |  |                 |        |
|  | Rep. del Congo   | 22               | RD del Congo    | 20     |                           |                           |  |  |                 |        |
|  | 22 gennaio 2014  |                  | RD del Congo    | 20     |                           |                           |  |  |                 |        |
|  |                  | Tunisia          | 23              |        |                           |                           |  |  |                 |        |
|  | Tunisia          | Tunisia          | 23              | 31     |                           |                           |  |  |                 |        |
|  | Tunisia          | 24 gennaio 2014  |                 | 31     |                           |                           |  |  |                 |        |
|  | Senegal          | 27               |                 |        |                           |                           |  |  |                 |        |
|  | Senegal          | 27               | Tunisia (dts)   | 31     | Finale per il terzo posto | Finale per il terzo posto |  |  |                 |        |
|  | 22 gennaio 2014  |                  | Tunisia (dts)   | 31     | Finale per il terzo posto | Finale per il terzo posto |  |  |                 |        |
|  |                  | Angola           | 30              |        |                           |                           |  |  |                 |        |
|  | Algeria          | Angola           | 30              | 25     | Algeria                   | 22                        |  |  |                 |        |
|  | Algeria          |                  |                 | 25     | Algeria                   | 22                        |  |  |                 |        |
|  | Guinea           | 17               |                 | Angola | 30                        |                           |  |  |                 |        |
|  | Guinea           | 17               |                 |        | 30                        |                           |  |  |                 |        |
|  |                  |                  |                 |        |                           |                           |  |  | 25 gennaio 2014 |        |
|  |                  |                  |                 |        |                           |                           |  |  |                 |        |

### Incontri dal 5º all'8º posto
|  | Semifinali 5º/8º posto | Semifinali 5º/8º posto | Semifinali 5º/8º posto |         |                | Finale 5º posto | Finale 5º posto | Finale 5º posto |  |
|  |                        |                        |                        |         |                |                 |                 |                 |  |
|  | Guinea                 | Guinea                 | 19                     |         |                |                 |                 |                 |  |
|  | Guinea                 | Guinea                 | 19                     |         |                |                 |                 |                 |  |
|  | Rep. del Congo         | Rep. del Congo         | 40                     |         |                |                 |                 |                 |  |
|  | Rep. del Congo         | Rep. del Congo         | 40                     |         | Rep. del Congo | Rep. del Congo  | 30              |                 |  |
|  |                        |                        |                        |         | Rep. del Congo | Rep. del Congo  | 30              |                 |  |
|  |                        |                        | Senegal                | Senegal | 29             |                 |                 |                 |  |
|  | Senegal                | Senegal                | Senegal                | Senegal | 29             | 25              |                 |                 |  |
|  | Senegal                | Senegal                |                        |         |                | 25              |                 |                 |  |
|  | Camerun                | Camerun                | 21                     |         |                | Finale 7º posto | Finale 7º posto | Finale 7º posto |  |
|  | Camerun                | Camerun                | 21                     |         |                |                 |                 |                 |  |
|  |                        |                        |                        |         |                |                 |                 |                 |  |
|  |                        |                        |                        |         |                | Guinea          | Guinea          | 18              |  |
|  |                        |                        |                        |         |                | Guinea          | Guinea          | 18              |  |
|  |                        |                        |                        |         |                | Camerun         | Camerun         | 42              |  |

### Quarti di finale
| Algeri 22 gennaio 2014, ore 13:45 UTC+1 | Algeria | 25 – 17 (14-8) | Guinea | Salle Hacène Harcha |

| Algeri 22 gennaio 2014, ore 14:30 UTC+1 | RD del Congo | 27 – 22 (13-13) | Rep. del Congo | Salle OMS |

| Algeri 22 gennaio 2014, ore 16:00 UTC+1 | Angola | 28 – 23 (17-11) | Camerun | Salle Hacène Harcha |

| Algeri 22 gennaio 2014, ore 16:45 UTC+1 | Tunisia | 31 – 27 (17-13) | Senegal | Salle OMS |

### Semifinali 5º/8º posto
| Algeri 23 gennaio 2014, ore 15:00 UTC+1 | Senegal | 25 – 33 (13-8) | Camerun | Salle OMS |

| Algeri 23 gennaio 2014, ore 17:15 UTC+1 | Guinea | 19 – 40 (9-15) | Rep. del Congo | Salle Hacène Harcha |

### Semifinali
| Algeri 24 gennaio 2014, ore 11:30 UTC+1 | Tunisia | 31 – 30 (d.t.s.) (14-12, 26-26) | Angola | Salle Hacène Harcha |

| Algeri 24 gennaio 2014, ore 13:45 UTC+1 | Algeria | 23 – 28 (10-12) | RD del Congo | Salle Hacène Harcha |

### Finale 7º posto
| Algeri 24 gennaio 2014, ore 9:00 UTC+1 | Guinea | 18 – 42 (11-22) | Camerun | Salle OMS |

### Finale 5º posto
| Algeri 24 gennaio 2014, ore 13:00 UTC+1 | Rep. del Congo | 30 – 29 (16-13) | Senegal | Salle OMS |

### Finale 3º posto
| Algeri 25 gennaio 2014, ore 11:30 UTC+1 | Algeria | 22 – 30 (10-18) | Angola | Salle Hacène Harcha |

### Finale
| Algeri 25 gennaio 2014, ore 16:00 UTC+1 | RD del Congo | 20 – 23 (11-10) | Tunisia | Salle Hacène Harcha |

## Classifica finale
|  | Campione d'Africa, qualificata al Campionato mondiale femminile di pallamano 2015. |
|  | Qualificata al Campionato mondiale femminile di pallamano 2015.                    |

| Pos.    | Nazione        |
| ------- | -------------- |
| Oro     | Tunisia        |
| Argento | RD del Congo   |
| Bronzo  | Angola         |
| 4       | Algeria        |
| 5       | Rep. del Congo |
| 6       | Senegal        |
| 7       | Camerun        |
| 8       | Guinea         |